# Woking (Alberta)
Pour les articles homonymes, voir Woking.
Woking est un hameau (hamlet) du Comté de Saddle Hills, situé dans la province canadienne d'Alberta.

## Démographie
En tant que localité désignée dans le recensement de 2011, Woking a une population de 106 habitants dans 46 de ses 55 logements, soit une variation de 7,1 % avec la population de 2006 logements. Avec une superficie de 0,560 7 km2, le hameau possède une densité de population de 189,049 4 hab/km2 en 2011.
Concernant le recensement de 2006, Woking abritait 99 habitants dans 42 de ses 46 logements. Avec une superficie de 0,560 7 km2, le hameau possédait une densité de population de 176,6 hab/km2 en 2006.